# 1301 Yvonne
Az 1301 Yvonne (ideiglenes jelöléssel 1934 EA) a Naprendszer kisbolygóövében található aszteroida. Louis Boyer fedezte fel 1934. március 7-én, Algírban.